# Tirreno-Adriatico 2010
La Tirreno-Adriatico 2010, quarantacinquesima edizione della corsa, si è svolta in sette tappe dal 10 al 16 marzo 2010 e ha affrontato un percorso totale di 1229 km con partenza da Livorno e arrivo a San Benedetto del Tronto. Il corridore italiano Stefano Garzelli, della squadra Acqua & Sapone, si è imposto in 30.51'26".

## Tappe
| Tappa  | Data     | Percorso                                     | km   | Vincitore di tappa   | Leader cl. generale |
| ------ | -------- | -------------------------------------------- | ---- | -------------------- | ------------------- |
| 1ª     | 10 marzo | Livorno > Rosignano Solvay                   | 148  | Linus Gerdemann      | Linus Gerdemann     |
| 2ª     | 11 marzo | Montecatini Terme > Montecatini Terme        | 165  | Tom Boonen           | Linus Gerdemann     |
| 3ª     | 12 marzo | San Miniato > Monsummano Terme               | 159  | Daniele Bennati      | Daniele Bennati     |
| 4ª     | 13 marzo | San Gemini > Chieti                          | 243  | Michele Scarponi     | Michele Scarponi    |
| 5ª     | 14 marzo | Chieti > Colmurano                           | 216  | Enrico Gasparotto    | Michele Scarponi    |
| 6ª     | 15 marzo | Montecosaro > Macerata                       | 134  | Michail Ignat'ev     | Michele Scarponi    |
| 7ª     | 16 marzo | Civitanova Marche > San Benedetto del Tronto | 164  | Edvald Boasson Hagen | Stefano Garzelli    |
| Totale | Totale   | Totale                                       | 1229 |                      |                     |

## Squadre e corridori partecipanti
Al via si sono presentate ventidue squadre ciclistiche, delle quali sedici rientrano nei "Pro Teams", Footon-Servetto e il Team RadioShack ne sono state escluse. Le altre sei squadre rientrano nella fascia "UCI Professional Continental Team".
| N.      | Cod. | Squadra            |
| ------- | ---- | ------------------ |
| 1-8     | AND  | Androni Giocattoli |
| 11-18   | ASA  | Acqua e Sapone     |
| 21-28   | ALM  | AG2R La Mondiale   |
| 31-38   | AST  | Astana             |
| 41-48   | BMC  | BMC Racing Team    |
| 51-58   | GCE  | Caisse d'Epargne   |
| 61-68   | CTT  | Cervélo TestTeam   |
| 71-78   | COG  | Colnago-CSF Inox   |
| 81-88   | EUS  | Euskaltel-Euskadi  |
| 91-98   | FDJ  | Française des Jeux |
| 101-108 | GRM  | Garmin-Transitions |

| N.      | Cod. | Squadra             |
| ------- | ---- | ------------------- |
| 111-118 | ISH  | ISD-Neri            |
| 121-128 | LAM  | Lampre-Farnese Vini |
| 131-138 | LIQ  | Liquigas-Doimo      |
| 141-148 | OLO  | Omega Pharma-Lotto  |
| 151-158 | QST  | Quick Step          |
| 161-168 | RAB  | Rabobank            |
| 171-178 | SKY  | Team Sky            |
| 181-188 | THR  | Team HTC-Columbia   |
| 191-198 | KAT  | Team Katusha        |
| 201-208 | MRM  | Team Milram         |
| 211-218 | SAX  | Team Saxo Bank      |

## Dettagli delle tappe

### 1ª tappa
- 10 marzo: Livorno > Rosignano Solvay - 148 km

Risultati
| Pos. | Corridore       | Squadra      | Tempo    |
| ---- | --------------- | ------------ | -------- |
| 1    | Linus Gerdemann | Milram       | 3h36'15" |
| 2    | Pablo Lastras   | C. d'Epargne | s.t.     |
| 3    | Matti Breschel  | Saxo Bank    | s.t.     |

| Pos. | Corridore       | Squadra      | Tempo    |
| ---- | --------------- | ------------ | -------- |
| 1    | Linus Gerdemann | Milram       | 3h36'05" |
| 2    | Pablo Lastras   | C. d'Epargne | a 4"     |
| 3    | Matti Breschel  | Saxo Bank    | a 6"     |

### 2ª tappa
- 11 marzo: Montecatini Terme > Montecatini Terme – 165 km

Risultati
| Pos. | Corridore       | Squadra    | Tempo    |
| ---- | --------------- | ---------- | -------- |
| 1    | Tom Boonen      | Quick Step | 4h14'13" |
| 2    | Paul Martens    | Rabobank   | s.t.     |
| 3    | Daniele Bennati | Liquigas   | s.t.     |

| Pos. | Corridore       | Squadra      | Tempo    |
| ---- | --------------- | ------------ | -------- |
| 1    | Linus Gerdemann | Milram       | 7h50'18" |
| 2    | Tom Boonen      | Quick Step   | s.t.     |
| 3    | Pablo Lastras   | C. d'Epargne | a 4"     |

### 3ª tappa
- 12 marzo: San Miniato > Monsummano Terme – 159 km

Risultati
| Pos. | Corridore           | Squadra  | Tempo    |
| ---- | ------------------- | -------- | -------- |
| 1    | Daniele Bennati     | Liquigas | 3h54'09" |
| 2    | Alessandro Petacchi | Lampre   | s.t.     |
| 3    | Bernhard Eisel      | HTC      | s.t.     |

| Pos. | Corridore       | Squadra    | Tempo     |
| ---- | --------------- | ---------- | --------- |
| 1    | Daniele Bennati | Liquigas   | 11h44'23" |
| 2    | Linus Gerdemann | Milram     | a 4"      |
| 3    | Tom Boonen      | Quick Step | s.t.      |

### 4ª tappa
- 13 marzo: San Gemini > Chieti – 243 km

Risultati
| Pos. | Corridore            | Squadra       | Tempo    |
| ---- | -------------------- | ------------- | -------- |
| 1    | Michele Scarponi     | Androni Gioc. | 6h23'47" |
| 2    | Benoît Vaugrenard    | F. des Jeux   | a 14"    |
| 3    | Leonardo Bertagnolli | Androni Gioc. | s.t.     |

| Pos. | Corridore            | Squadra       | Tempo     |
| ---- | -------------------- | ------------- | --------- |
| 1    | Michele Scarponi     | Androni Gioc. | 18h08'14" |
| 2    | Benoît Vaugrenard    | F. des Jeux   | a 18"     |
| 3    | Leonardo Bertagnolli | Androni Gioc. | a 20"     |

### 5ª tappa
- 14 marzo: Chieti > Colmurano – 216 km[2]

Risultati
| Pos. | Corridore         | Squadra      | Tempo    |
| ---- | ----------------- | ------------ | -------- |
| 1    | Enrico Gasparotto | Astana       | 5h32'22" |
| 2    | Stefano Garzelli  | Acqua & Sap. | s.t.     |
| 3    | Maksim Iglinskij  | Astana       | s.t.     |

| Pos. | Corridore        | Squadra       | Tempo     |
| ---- | ---------------- | ------------- | --------- |
| 1    | Michele Scarponi | Androni Gioc. | 23h40'44" |
| 2    | Stefano Garzelli | Acqua & Sap.  | a 10"     |
| 3    | Maksim Iglinskij | Astana        | a 15"     |

### 6ª tappa
- 15 marzo: Montecosaro > Macerata – 134 km

Risultati
| Pos. | Corridore        | Squadra      | Tempo    |
| ---- | ---------------- | ------------ | -------- |
| 1    | Michail Ignat'ev | Katusha      | 3h18'09" |
| 2    | Stefano Garzelli | Acqua & Sap. | a 5"     |
| 3    | Cadel Evans      | BMC          | s.t.     |

| Pos. | Corridore        | Squadra       | Tempo     |
| ---- | ---------------- | ------------- | --------- |
| 1    | Michele Scarponi | Androni Gioc. | 26h59'00" |
| 2    | Stefano Garzelli | Acqua & Sap.  | a 2"      |
| 3    | Cadel Evans      | BMC           | a 12"     |

### 7ª tappa
- 16 marzo: Civitanova Marche > San Benedetto del Tronto – 164 km

Risultati
| Pos. | Corridore            | Squadra | Tempo    |
| ---- | -------------------- | ------- | -------- |
| 1    | Edvald Boasson Hagen | SKY     | 3h52'36" |
| 2    | Alessandro Petacchi  | Lampre  | s.t.     |
| 3    | Sacha Modolo         | Colnago | s.t.     |

| Pos. | Corridore        | Squadra       | Tempo     |
| ---- | ---------------- | ------------- | --------- |
| 1    | Stefano Garzelli | Acqua & Sap.  | 30h51'36" |
| 2    | Michele Scarponi | Androni Gioc. | s.t.      |
| 3    | Cadel Evans      | BMC           | a 12"     |

## Evoluzione delle classifiche
In questa edizione 2010, quattro differenti maglie vengono assegnate. Per la classifica generale, calcolata sommando il tempo alla fine di ogni frazione di ogni singolo ciclista ed assegnando dei bonus per i primi tre che tagliano i traguardi intermedi e quello finale (rispettivamente 3, 2 e un secondo e 10, 6 e 4 secondi), il leader riceve una maglia azzurra.
Oltre a questa, vi è una classifica individuale a punti, che assegna una maglia ciclamino. In tale classifica, i primi quattro ciclisti a transitare sui traguardi intermedi e i primi dieci su quello finale, acquisiscono dei punti: nel primo caso, i traguardi intermedi, ottengono rispettivamente 5, 3, 2 e 1 punto mentre nel secondo caso, rispettivamente 12, 10, 8, 6, 5, 4, 3, 2 e 1 punto. In caso di pari merito si tiene conto del numero delle vittorie di tappa, dei traguardi intermedi e della classifica generale.
Vi è anche una classifica della montagna che assegna una maglia verde. In questa graduatoria, i punti vengono assegnati ai primi quattro ciclisti che transitano sulla cima di alcune ascese designate come Gran Premi della Montagna. Diversamente dalla maggior parte delle gare ciclistiche, non vi è una categorizzazione delle salite ed ognuna assegna gli stessi punti: rispettivamente 5, 3, 2 e 1 punto.
La quarta maglia, la maglia bianca, contraddistingue la classifica dei giovani. Viene calcolata secondo lo stesso principio della generale, ma considera solo ciclisti nati dopo il 1º gennaio 1985.
Visto che le regole UCI limitano il numero di maglie assegnate a quattro, le precedenti sono le uniche magli assegnate ai ciclisti ed indossate durante le tappe. Oltre alle precedenti viene calcolata anche una classifica a squadre, calcolata sommando i tempi dei migliori tre corridori di ogni squadra al termine di ogni singola tappa.
| Tappa (Vincitore)  | Tappa (Vincitore)    | Classifica generale | Classifica scalatori | Classifica a punti | Classifica giovani | Classifica a squadre |
| ------------------ | -------------------- | ------------------- | -------------------- | ------------------ | ------------------ | -------------------- |
| 1ª                 | Linus Gerdemann      | Linus Gerdemann     | Dmytro Hrabovs'kyj   | Linus Gerdemann    | José Joaquín Rojas | Colnago-CSF Inox     |
| 2ª                 | Tom Boonen           | Linus Gerdemann     | Dmytro Hrabovs'kyj   | Linus Gerdemann    | José Joaquín Rojas | Colnago-CSF Inox     |
| 3ª                 | Daniele Bennati      | Daniele Bennati     | Diego Caccia         | Daniele Bennati    | José Joaquín Rojas | Astana               |
| 4ª                 | Michele Scarponi     | Michele Scarponi    | Diego Caccia         | Daniele Bennati    | Rigoberto Urán     | Androni Giocattoli   |
| 5ª                 | Enrico Gasparotto    | Michele Scarponi    | Dmytro Hrabovs'kyj   | Daniele Bennati    | Robert Gesink      | Astana               |
| 6ª                 | Michail Ignat'ev     | Michele Scarponi    | Dmytro Hrabovs'kyj   | Stefano Garzelli   | Robert Gesink      | Lampre-Farnese Vini  |
| 7ª                 | Edvald Boasson Hagen | Stefano Garzelli    | Dmytro Hrabovs'kyj   | Stefano Garzelli   | Robert Gesink      | Lampre-Farnese Vini  |
| Classifiche finali | Classifiche finali   | Stefano Garzelli    | Dmytro Hrabovs'kyj   | Stefano Garzelli   | Robert Gesink      | Lampre-Farnese Vini  |

## Classifiche finali

### Classifica generale
| Pos. | Corridore          | Squadra       | Tempo     |
| ---- | ------------------ | ------------- | --------- |
| 1    | Stefano Garzelli   | Acqua & Sap.  | 30h51'36" |
| 2    | Michele Scarponi   | Androni Gioc. | s.t.      |
| 3    | Cadel Evans        | BMC           | a 12"     |
| 4    | Maksim Iglinskij   | Astana        | a 22"     |
| 5    | Robert Gesink      | Rabobank      | a 27"     |
| 6    | Michael Rogers     | HTC           | a 29"     |
| 7    | Domenico Pozzovivo | Colnago       | a 33"     |
| 8    | Vincenzo Nibali    | Liquigas      | a 38"     |
| 9    | Manuele Mori       | Lampre        | a 1'04"   |
| 10   | Francesco Gavazzi  | Lampre        | a 1'07"   |

### Classifica a punti
| Pos. | Corridore           | Squadra       | Punti |
| ---- | ------------------- | ------------- | ----- |
| 1    | Stefano Garzelli    | Acqua & Sap.  | 32    |
| 2    | Daniele Bennati     | Liquigas      | 20    |
| 3    | Cadel Evans         | BMC           | 20    |
| 4    | Alessandro Petacchi | Lampre        | 20    |
| 5    | Michele Scarponi    | Androni Gioc. | 19    |

### Classifica scalatori
| Pos. | Corridore          | Squadra      | Punti |
| ---- | ------------------ | ------------ | ----- |
| 1    | Dmytro Hrabovs'kyj | ISD-Neri     | 20    |
| 2    | Diego Caccia       | ISD-Neri     | 14    |
| 3    | Filippo Pozzato    | Katusha      | 11    |
| 4    | Blel Kadri         | AG2R La Mon. | 10    |
| 5    | Marco Pinotti      | HTC          | 8     |

### Classifica giovani
| Pos. | Corridore          | Squadra      | Tempo     |
| ---- | ------------------ | ------------ | --------- |
| 1    | Robert Gesink      | Rabobank     | 30h52'03" |
| 2    | Greg Van Avermaet  | Omega Pharma | a 1'07"   |
| 3    | José Joaquín Rojas | C. d'Epargne | a 1'19"   |
| 4    | Rigoberto Urán     | C. d'Epargne | a 1'21"   |
| 5    | Jan Bakelants      | Omega Pharma | a 1'40"   |

### Classifica a squadre
| Pos. | Squadra             | Tempo     |
| ---- | ------------------- | --------- |
| 1    | Lampre-Farnese Vini | 92h39'02" |
| 2    | Caisse d'Epargne    | a 45"     |
| 3    | Astana              | a 53"     |
| 4    | Androni Giocattoli  | a 1'13"   |
| 5    | Team HTC-Columbia   | a 1'19"   |

## Punteggi UCI
| Pos.                | Corridore            | Squadra       | Punti |
| ------------------- | -------------------- | ------------- | ----- |
| 1                   | Stefano Garzelli     | Acqua & Sap.  | 109   |
| 2                   | Michele Scarponi     | Androni Gioc. | 86    |
| 3                   | Cadel Evans          | BMC           | 73    |
| 4                   | Maksim Iglinskij     | Astana        | 62    |
| 5                   | Robert Gesink        | Rabobank      | 51    |
| 6                   | Michael Rogers       | HTC           | 40    |
| 7                   | Domenico Pozzovivo   | Colnago       | 30    |
| 8                   | Vincenzo Nibali      | Liquigas      | 21    |
| 9                   | Manuele Mori         | Lampre        | 10    |
| 10                  | Daniele Bennati      | Liquigas      | 8     |
| Alessandro Petacchi | Lampre               | 8             |       |
| 12                  | Edvald Boasson Hagen | SKY           | 6     |
| Tom Boonen          | Quick Step           | 6             |       |
| Enrico Gasparotto   | Astana               | 6             |       |
| Linus Gerdemann     | Milram               | 6             |       |
| Michail Ignat'ev    | Katusha              | 6             |       |
| 17                  | Benoît Vaugrenard    | F. des Jeux   | 5     |
| 18                  | Francesco Gavazzi    | Lampre        | 4     |
| Pablo Lastras       | C. d'Epargne         | 4             |       |
| Paul Martens        | Rabobank             | 4             |       |
| 21                  | Bernhard Eisel       | HTC           | 3     |
| 22                  | Leonardo Bertagnolli | Androni Gioc. | 2     |
| Matti Breschel      | Saxo Bank            | 2             |       |
| Sacha Modolo        | Colnago              | 2             |       |
| 25                  | Tyler Farrar         | Garmin        | 1     |
| Juan Antonio Flecha | SKY                  | 1             |       |
| Mattia Gavazzi      | Colnago              | 1             |       |
| Jaŭhen Hutarovič    | F. des Jeux          | 1             |       |
| Robbie McEwen       | Katusha              | 1             |       |
| Luca Paolini        | Acqua & Sap.         | 1             |       |
| José Joaquín Rojas  | C. d'Epargne         | 1             |       |
| Rigoberto Urán      | C. d'Epargne         | 1             |       |

| Pos.               | Squadra             | Punti |
| ------------------ | ------------------- | ----- |
| 1                  | Acqua & Sapone      | 110   |
| 2                  | Androni Giocattoli  | 88    |
| 3                  | BMC Racing Team     | 73    |
| 4                  | Astana              | 68    |
| 5                  | Rabobank            | 55    |
| 6                  | Team HTC-Columbia   | 43    |
| 7                  | Colnago-CSF Inox    | 33    |
| 8                  | Liquigas-Doimo      | 29    |
| 9                  | Lampre-Farnese Vini | 22    |
| 10                 | Team Katusha        | 7     |
| Team Sky           | 7                   |       |
| 12                 | Caisse d'Epargne    | 6     |
| Française des Jeux | 6                   |       |
| Quick Step         | 6                   |       |
| Team Milram        | 6                   |       |
| 16                 | Team Saxo Bank      | 2     |
| 17                 | Garmin-Transitions  | 1     |

| Pos.        | Nazione     | Punti |
| ----------- | ----------- | ----- |
| 1           | Italia      | 256   |
| 2           | Australia   | 114   |
| 3           | Kazakistan  | 62    |
| 4           | Paesi Bassi | 51    |
| 5           | Germania    | 10    |
| 6           | Belgio      | 6     |
| Spagna      | 6           |       |
| Norvegia    | 6           |       |
| Russia      | 6           |       |
| 10          | Francia     | 5     |
| 11          | Austria     | 3     |
| 12          | Danimarca   | 2     |
| 13          | Bielorussia | 1     |
| Colombia    | 1           |       |
| Stati Uniti | 1           |       |